# Langues illyriennes

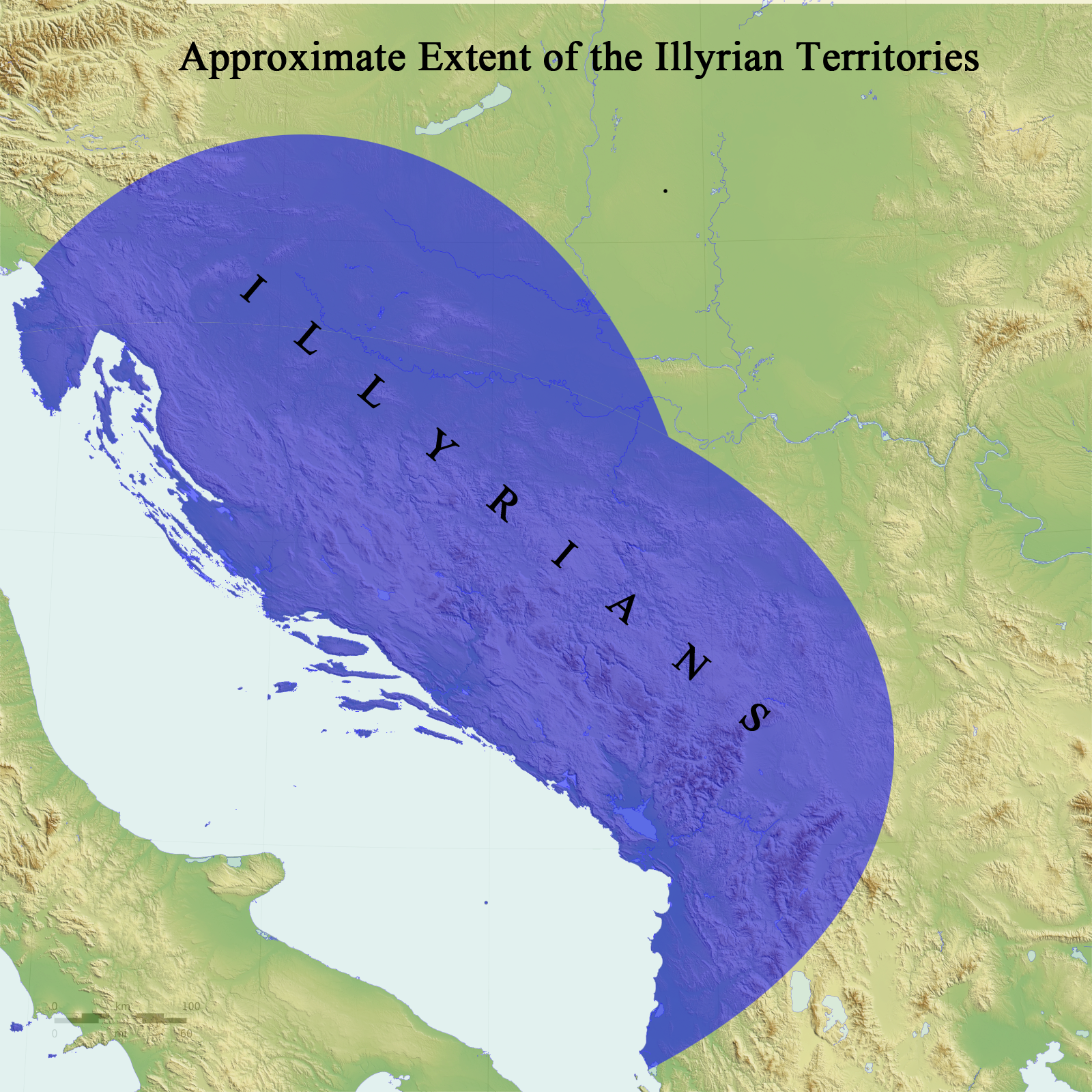
Étendue géographique des tribus illyriennes.

La terre des Illyriens avant la conquête romaine

Les langues illyriennes sont un groupe de langues indo-européennes mortes. Ces langues paléo-balkaniques ne sont connues qu'à travers des traces laissées dans l'onomastique de la région occidentale des Balkans et sporadiquement dans les textes d'autres langues. À ce jour, aucun fragment de littérature illyrienne n'a été retrouvé.

## Classification
Les langues illyriennes font partie de la famille des langues indo-européennes. Leurs liens avec ces dernières sont encore mal compris. Les seuls contacts modernes avec les langues illyriennes sont quelques mots cités dans des ouvrages classiques.
Divers auteurs ont confirmé qu’il y a des affinités avec la langue albanaise, qui a aussi des affinités avec les langues thraces et des régions au nord de la Thrace actuelle.
Au début du XXe siècle, la langue illyrienne a été l'objet d'une hypothèse qui ne reposait que sur des conjectures : les Romains appelant Illyricum l'ensemble des Balkans occidentaux, cela a conduit certains linguistes comme Julius Pokorny à supposer une unité linguistique de cette région, englobant en outre le vénète et le messapien parlés dans la péninsule italienne, alors que rien de lexicalement concret ne permettait d'étayer cette conclusion.
Cette théorie fut abandonnée quand le philologue et linguiste allemand Hans Krahe (1898-1965) analysa systématiquement les restes de la langue illyrienne, en particulier à travers les noms de rivières (hydronymie), en tentant d'en dégager un substrat indo-européen homogène. Il en découvrit bien un, mais celui-ci s'étendait bien au-delà de l'Illyrie et des Balkans, pour couvrir une grande partie de l'Europe centrale. Se refusant à étendre le peuplement illyrien à toute cette zone, il qualifia ce substrat de Alteuropäisch (« vieil-européen »).

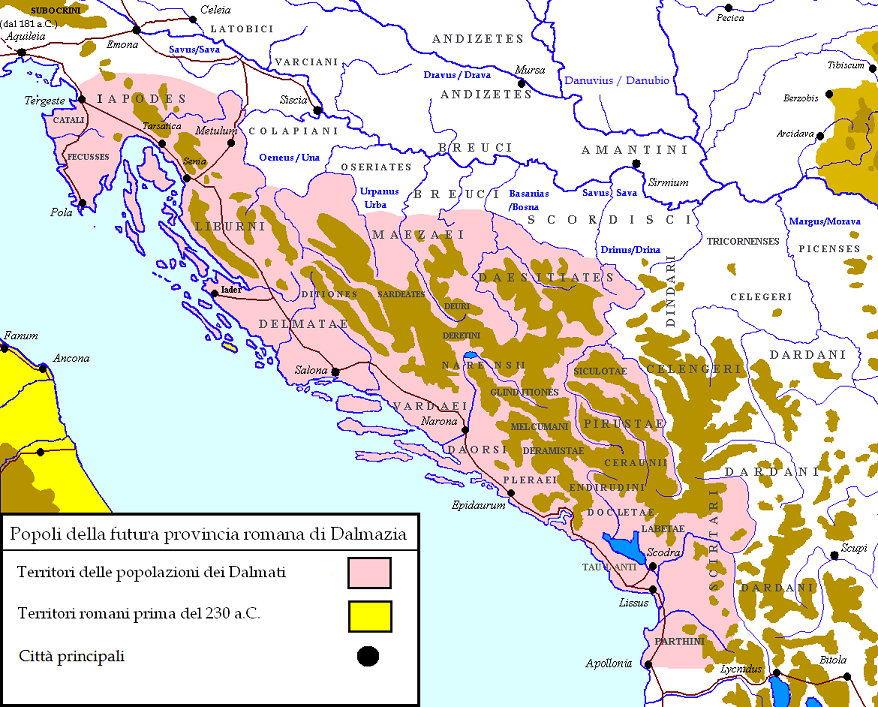
Région du peuplement illyrien.

Un rapprochement des langues illyriennes avec le messapien est tenté depuis le début du XXe siècle, mais cela demeure toujours une hypothèse. Un rapprochement a également été proposé avec le vénète et le liburnien (en), mais cette piste est désormais abandonnée,.

## Extinction
Les langues illyriennes se sont éteintes entre le IIe et le VIe siècle. « La romanisation était totale et complète à la fin du IVe siècle. Dans le cas illyrien, un intermédiaire romain est inévitable puisque les Illyriens étaient probablement éteints au IIe siècle. »,. Cependant, selon les témoignages des IVe et Ve siècles de saint Jérôme, il est possible que les langues illyriennes aient survécu dans les campagnes,.

## Vestiges
L'illyrien était selon toutes les apparences une langue indo-européenne, ce qui permet par comparaison de formuler quelques hypothèses supplémentaires sur cette langue.
Les sources de l'illyrien sont de quatre ordres :
1. Les inscriptions, gloses et mots qu'on retrouve dans les textes classiques, grecs et latins ;
2. Les anthroponymes qu'on retrouve notamment sur les stèles funéraires ;
3. Les toponymes de la région ;
4. Les emprunts à l'illyrien dans d'autres langues[11].

Les textes antiques ne livrent avec certitude et traduction que trois mots,
1. rhinos, « brouillard »,
2. sabaia[12], « bière »,
3. sibyna, « lance ».

Parmi les anthroponymes, le plus célèbre est Teuta, nom ou titre d'une reine basé sur l'indo-européen *teuta- « peuple ».
Étant donné la pauvreté du matériel relatif à l'illyrien, il est impossible d'établir des parentés précises avec d'autres langues mais l'onomastique illyrienne, soit environ un millier de mots dont certains étaient peut-être des emprunts à une langue étrangère, trouve des correspondances dans les quelque six cents sources épigraphiques qui peinent à caractériser le messapien. L'albanais semble avoir été construit sur un substrat illyrien.

## Langue illyrienne et langue albanaise
Le rapprochement entre l'albanais et l'illyrien a été fait à partir de 1709 par Gottfried Wilhelm Leibniz, qui appelle l'albanais « la langue des anciens Illyriens ». Plus tard, le linguiste Gustav Meyer (1850-1900) déclara qu'« appeler les Albanais les nouveaux Illyriens est aussi juste que d'appeler les Grecs actuels "Grecs modernes". » La langue albanaise constituait pour lui l'étape la plus récente de l'un des dialectes illyriens. La plupart des linguistes albanais soutiennent que l'albanais descend directement de l'illyrien. La parenté directe entre les deux langues est également admise dans divers ouvrages historiques.
On avance même parfois l'hypothèse que la frontière linguistique entre les dialectes guègue et tosque trouverait son origine dans la limite entre les domaines des dialectes épirote et « illyrien proprement dit » de l'illyrien. À l'appui de ces théories, on mentionne que des mots albanais actuels semblent avoir leur correspondant illyrien : c'est ainsi qu'à l'albanais Dash (« bélier ») correspondrait l'illyrien Dassius, Dassus, de même l'albanais Bardhi (« blanc ») correspondrait à Bardus, Bardullis, Bardyllis. Quelques ethnonymes de tribus illyriennes sembleraient aussi avoir leur correspondant albanais : c'est ainsi que le nom des Dalmates correspondrait à l'albanais Dele, Delme (« brebis ») ; de même le nom des Dardaniens correspondrait à l'albanais Dardhë (« poire, poirier »). Mais l'argument principal en faveur de cette thèse est géographique : les zones où l'albanais s'implante correspondent à une extrémité de l'ancien domaine « illyrien ».
Les indo-européanistes modernes, en revanche, ne souscrivent guère à l'hypothèse d'une filiation immédiate et directe, car l'illyrien, comme d'autres langues du pourtour méditerranéen, a subi dans l'antiquité une romanisation qui a donné la langue dalmate (éteinte au XIXe siècle) tandis que les affinités romanes de l'albanais, dont l'existence n'est attestée qu'à partir du XVe siècle, le rapprochent des langues romanes orientales. La question reste donc ouverte, du moins hors d'Albanie.

## Des Illyriens actuels?
Depuis le XIXe siècle l'historiographie protochroniste, largement diffusée au XXe siècle, vise à présenter soit comme des Slaves les Illyriens antiques, soit comme des Illyriens les peuples modernes Albanais et Slaves méridionaux (qui dans ce cas seraient des Illyriens linguistiquement slavisés). Gustav Meyer (1850-1900) écrivit : « Appeler les Albanais "nouveaux Illyriens" est aussi juste que d'appeler les Grecs actuels "Grecs modernes". »
Dans son livre Studii linguìstici Bernardino Biondelli écrit : « Ceux-ci, eu égard aux dialectes qu'ils parlent, sont divisés en Istriotes ou Serbo-Ilirii, et Slovenzi, ou Vindo-Ilirii ». Page 54 et Page 55 il ajoute : « Se réservant de donner, dans un endroit plus opportun, un plus grand développement à ce sujet important, nous avertirons seulement que l'ancienne diffusion des nations slaves dans les provinces vénitiennes de ce côté de l'Isonzo, se manifeste par de nombreux noms de villages, de villes, de montagnes, de rivières et torrents, sans doute d'origine slave ».
Dans son livre Le monde Slave (Tome II, page 67-68) paru en 1852, Cyprien Robert  écrit : « Pourquoi supposer sans preuves qu'il y eût dans l'Illyrie un résultat tout contraire, et que ce furent les conquérants Slaves du nord qui firent oublier aux Indigènes leur ancien idiome? N'est-il pas beaucoup plus naturel d'admettre, puisqu'il y a tant de témoignages en faveur de cette opinion que les Illyriens étaient déjà Slaves, qu'avant l'ère des Invasions barbares, ils parlaient déjà Slavon et que c'est pour cela qu'ils le parlent encore ? ».